# V606 Aquilae
V606 Aquilae eller Nova Aquilae 1899 var en nova i stjärnbilden Örnen.  Den nådde magnitud 5,5 och upptäcktes i efterhand. Det var Mrs W. Fleming som spårade den på 21 fotografiska plåtar tagna med början den 21 april 1899.